# Gwen Mons
Lo Gwen Mons è una struttura geologica della superficie di Venere.